# Међурелигијско вијеће у Босни и Херцеговини
Међурелигијско вијеће у Босни и Херцеговини (МРВ) тијело је задужено за међурелигијски дијалог у Босни и Херцеговини.

## Историја
Међурелигијско вијеће је основано 1997. заједничким залагањем тадашњег митрополита дабробосанског Николаја (митрополита Српске православне цркве), метрополита и надбискупа врхбосанског Винка Пуљића (кардинала Католичке цркве), реис-ул-улеме Мустафе Церића (поглавара Исламске заједнице у Босни и Херцеговини) и Јакоба Финција (предсједника Јеврејске заједнице Босне и Херцеговине).
Дана 29. јуна 2017. одржана је свечана академија у Сарајеву поводом 20 година рада Међурелигијског вијећа.

## Организација
Органи Међурелигијског вијећа су: Скупштина, Извршни одбор и Секретаријат.
Скупштину чине великодостојници Српске православне цркве, Католичке цркве, Исламске заједнице у Босни и Херцеговини и Јеврејске заједнице Босне и Херцеговине. Предсједавање се одвија по систему ротације, а мандат предсједника траје једну годину. Скупштина Вијећа се одржава по потреби, а најмање једном у години. Скупштина одлуке доноси консензусом.
Извршни одбор чине четири члана именована од стране вјерских вођа, која се сусрећу најмање једном мјесечно те заједно са Секретаријатом одлучују о административним и пројектним активностима.
Секретаријат чини пет стално запослених лица које обављају стручне, административне и друге послове те координирају пројектима Међурелигијског вијећа.

## Дјелатност
У саставу Међурелигијског вијећа дјелује 5 радних група: правна експертска група, група за медије, група за образовање, група за жене и група за младе.
Међурелигијско вијеће је у протеклом периоду учествовало у приређивању Нацрта закона о слободи вјере и правном положају цркава и вјерских заједница у БиХ; издало је Глосар религијских појмова; објавило Књигу о обичајима муслимана, православних, римокатолика и Јевреја у БиХ; издало часопис Религијски погледи у неколико бројева; организовало више семинара за дјецу, младе, жене, вјерске службенике, вјероучитеље, младе теологе; на основу мониторинга објавило је Извјештај о стању права на слободу вјере у БиХ.
Међурелигијско вијеће је, осим горе побројаних радњи, реализовало још низ других пројеката који су доприносили изградњи толеранције и грађанског друштва у Босни и Херцеговини.